# Guennadi Prígoda
Guennadi Prígoda   (Rostov del Don, 2 de maig de 1965) és un nedador rus, ja retirat, especialista en estil lliure, que va competir durant les dècades de 1980 i 1990.
El 1988, sota bandera de la Unió Soviètica, va prendre part en els Jocs Olímpics d'Estiu de Seül, on va disputar quatre proves del programa de natació. Guanyà la medalla de plata en els 4x100 metres lliures, formant equip amb Iuri Baixkàtov, Nikolai Ievséiev i Vladimir Tkachenko, i la de bronze en les dels 50 metres lliures i 4x100 metres estils, mentre en els 100 metres lliures fou quart. Quatre anys més tard, als Jocs de Barcelona, i sota bandera de l'Equip Unificat, va disputar tres proves del programa de natació. Guanyà la medalla de plata en la prova del 4x100 metres lliures, formant equip amb Pavlo Khnykin, Iuri Baixkàtov i Aleksandr Popov, mentre en els 50 metres lliures fou setè i en els 100 metres lliures vuitè.
En el seu palmarès també destaquen tres medalles al Campionat del Món de natació, una de plata el 1986 i dues de bronze el 1991. Al Campionat d'Europa de natació guanyà cinc medalles, dues d'or, dues de plata i una de bronze, entre les edicions de 1987 i 1991. A les Universíades de 1985 guanyà dues medalles, una de plata i una de bronze. A nivell nacional guanyà deu campionats soviètics, tres en els 50 metres (1986, 1988, 1991), un els 100 metres (1988), tres en els 4x100 metres (1985-1987), dos en el 4x200 metres (1985, 1986) i un el 4x100 metres estils (1985).
A la fi dels Jocs de Barcelona es va retirar. Es va graduar en pedagogia a la Universitat Nacional Estatal d'Educació Física de Lesgaft a Sant Petersburg. Posteriorment va defensar el doctorat en pedagogia i el 2005 va tornar a la Universitat de Lesgaft per treballar com a professor.

## Millors temps
- 50 metres. 22.44" (1991)
- 100 metres. 49.75" (1988)[1][2]